# 阿久津愼太郎
阿久津 愼太郎（あくつ しんたろう、1995年6月21日 - ）は、日本の元俳優、YouTuber。男性俳優集団D2およびD-BOYSの元メンバー。栃木県出身。立教大学現代心理学部卒業。
現在、プロのヲタクことあくにゃんとして、YouTubeで活動している。

## 略歴
2009年に第6回D-BOYSオーディショングランプリを獲得。ワタナベエンターテインメントに所属する。2010年4月、D2のメンバーになる。
2012年、テレビドラマ『青空の卵』で主演を務める。
2013年10月、D2がD-BOYSに加入しD-BOYSメンバーとなる。
2014年1月放送の『D-BOYS 10th Anniversary Project ショートフィルム フェスティバル「10分な学級会」』にて初監督を務める。
2015年1月放送の「有吉反省会」に出演。
2016年9月30日付で、D-BOYSを卒業し、ワタナベエンターテインメントの契約を終了して、芸能界を引退。
2018年3月、立教大学現代心理学部卒業。2018年春、一般企業に入社。2024年時点では広告代理店で企業広報を担当している。

## 出演

### ラジオ
- リアルをぶつけろ!ハッシュタグZ（2018年10月6日 - 、朝日放送ラジオ）- レギュラー

### 舞台
- D-BOYS STAGE2010 trial-2「ラストゲーム」（2010年8月 - 9月）
- ミュージカル 忍たま乱太郎 第2弾〜予算会議でモメてます!〜（2011年1月・2011年7月） - 久々知兵助 役
- 少年探偵団（2011年10月）
- D-BOYS STAGE 10th「淋しいマグネット」（2012年4月 - 5月） - リューベン 役
- クリンドルクラックス!（2012年7月 - 8月） - 主演 ラスキン・スプリンター 役
- Dステ 12th「TRUMP」（2013年1月 - 2月） - ラファエロ・デリコ / アンジェリコ・フラ 役
- コミックジャック（2014年11月） - 主演[11]
- 最後のサムライ（2015年3月） - 木川松蔵 役
- GURU（グル）になります。〜平浅子と源麗華の一週間〜（2016年3月） - 平力土 役

### 映画
- それでも花は咲いていく「パンジー」（2011年） - わたる 役
- ポールダンシングボーイ☆ず（2011年） - シンタロウ 役
- ライフ・イズ・デッド（2012年） - 矢白祐樹 役
- GOGO♂イケメン5（2013年） - 吉岡雄人 役
- 1/11 じゅういちぶんのいち（2014年） - 野村瞬 役
- BRIGHT AUDITION（2014年） - 三木ユウタ 役

### オリジナルビデオ
- ブラック・エンジェルズ2 〜黒き覚醒篇〜 / ブラック・エンジェルズ3 〜黒き死闘篇〜（2012年）

### テレビドラマ
- 青空の卵（2012年7月 - 9月、BS朝日） - 主演・鳥井真一 役（井上正大とW主演[6]）
- 弱くても勝てます 〜青志先生とへっぽこ高校球児の野望〜（2014年4月 - 6月、日本テレビ） - 伊勢田秀人 役
- ラスト・ドクター〜監察医アキタの検死報告〜 第8話（2014年9月5日、テレビ東京） - 篠原正樹 役
- 土曜ワイド劇場特別企画「切り裂きジャックの告白〜刑事 犬養隼人〜」（2015年4月18日、テレビ朝日） - 三田村敬介 役

### その他のテレビ番組
- D2のメシとも!（2011年8月 - 9月、朝日放送）
- TV・局中法度!（2012年10月 - 2013年3月、テレビ神奈川/千葉テレビ放送/テレビ埼玉/サンテレビジョン） - 沖田総司 役、他
- 東京エトワール音楽院（2012年10月 - 2013年9月、日本テレビ） - エトワール候補生
- キャスト（2015年3月31日 - 8月25日、朝日放送） - 火曜日の「阿久津愼太郎の関西二十面相」コーナー
- 7Days BOYS -ボクタチの超★育成計画-（2015年4月 - 7月、テレビ神奈川/テレビ埼玉/千葉テレビ放送/三重テレビ）
- ナゾ解き飛鳥・大化の改新（2015年7月20日） - 中大兄皇子 役
- 街活ABC（2015年10月1日 - 2016年9月29日、日本テレビ）
- PON!（2015年10月5日 - 2016年3月21日、日本テレビ） - 月曜日の「浜内千波の今すぐマネシピ」コーナー

## 連載

### 雑誌
- あくつの井戸（2013年1月 - 4月、アニカン）

### ウェブ
- あくつの森 -あくつを中心に前ならえ-（2011年6月 - 2012年7月、ファミ通.com「コミックビーズログ エアレイド」）[12]
- あくにゃんの茶色い声援でごめんなさい（2017年11月 - 2018年3月、週刊女性PRIME）[13]
- あくにゃんの推しとおしあわせに〜（2018年10月 - 2020年10月、suits-woman.jp）[14]

## 作品

### DVD
- D2 The First Message #2 荒井敦史×阿久津愼太郎 "Versus"（2011年11月）

### カバーモデル
- 嫌い…だけど好き（2014年4月25日、著：白咲みつば、小学館エンジェル文庫）

### エッセイ
- 推しがいなくなっても、ぼくはずっと現場にいる（2021年3月17日、主婦の友社）ISBN 978-4074477708 [15]